# Comisionado

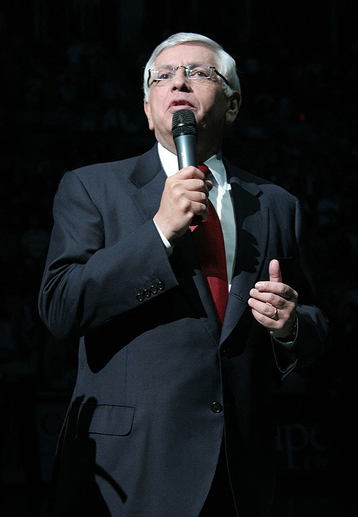
David Stern, ex-comisionado de la NBA.

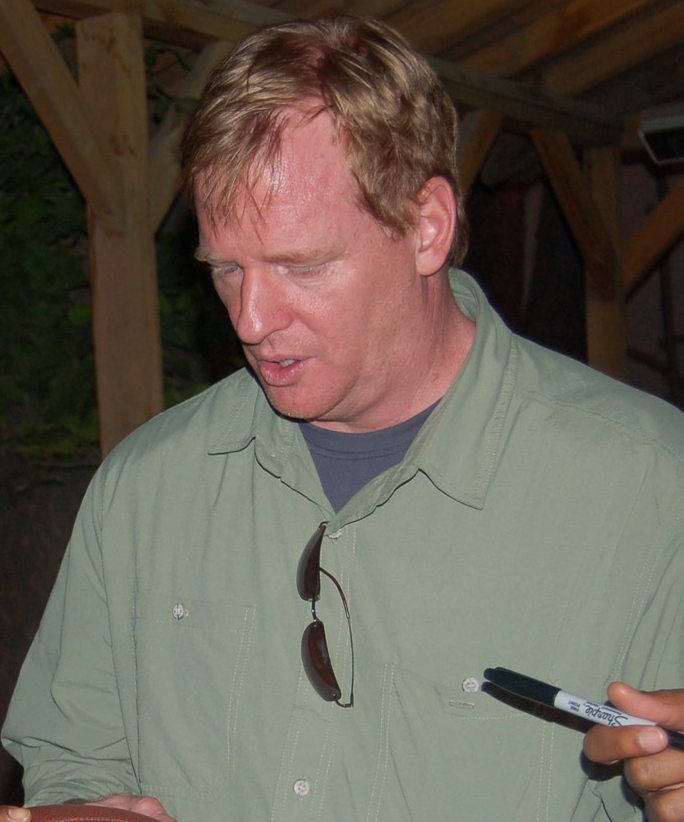
Roger Goodell, comisionado de la NFL.

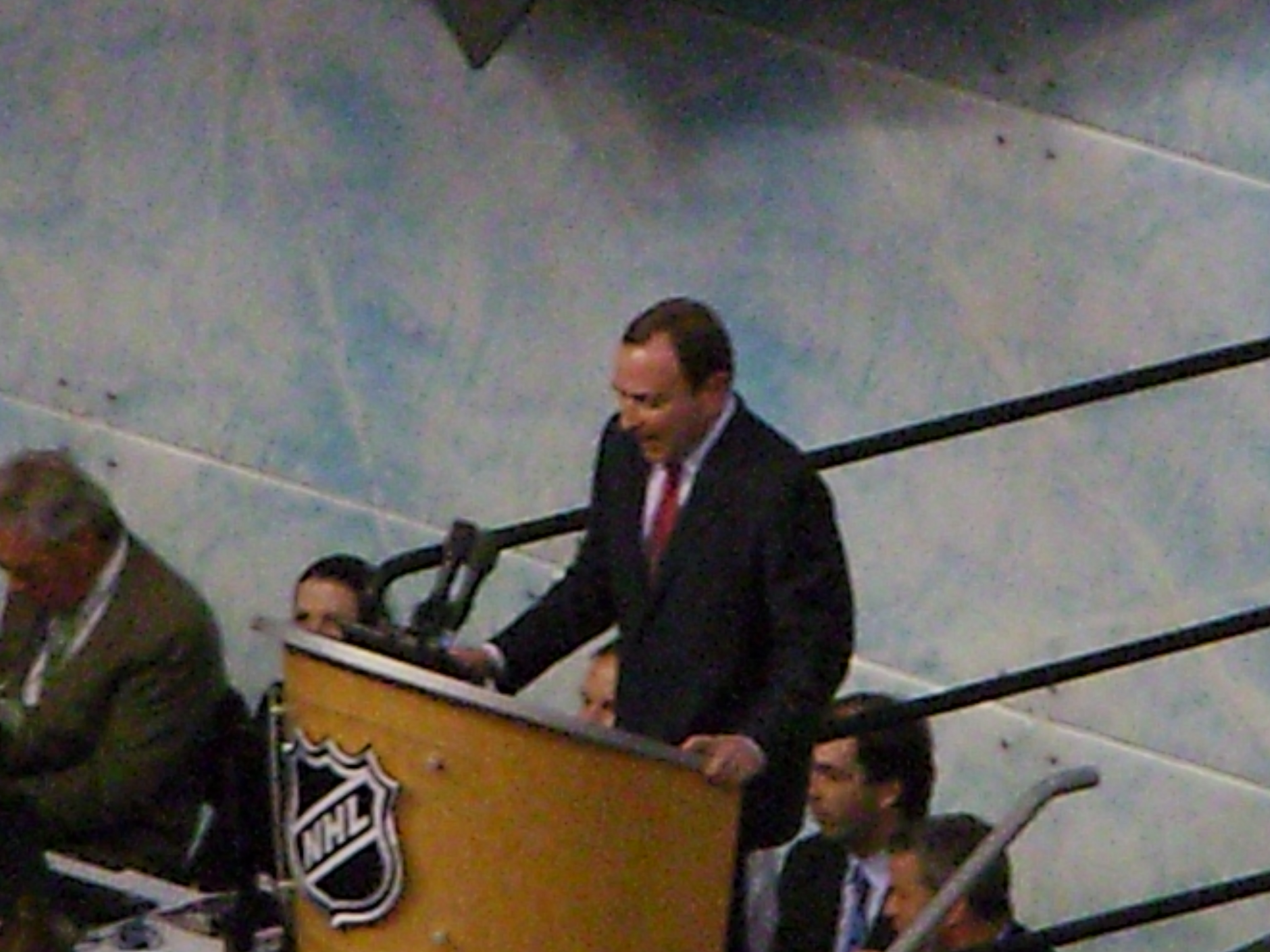
Gary Bettman, comisionado de la NHL.

Un comisionado o comisario (en inglés: commissioner, comúnmente abreviado como Comm'r) es, en principio, un miembro de una comisión o una persona a la que se le ha dado un encargo (cargo oficial o autoridad para hacer algo). 
En la práctica, el título de comisionado ha evolucionado para incluir a una variedad de altos funcionarios, que a menudo forman parte de una comisión específica. En particular, el comisionado se refiere con frecuencia a los altos funcionarios de la policía o del gobierno. Un alto comisionado equivale a un embajador, originalmente entre el Reino Unido y los Dominios y ahora entre todos los estados de la Commonwealth, ya sean reinos de la Commonwealth, repúblicas o países que tienen un monarca distinto al de los reinos. El título se otorga a veces a altos funcionarios del sector privado; por ejemplo, muchas ligas deportivas norteamericanas. Asimismo, organizaciones internacionales o Estados soberanos otorgan este título a algunos de sus altos cargos, como puede ser el Alto Comisionado de las Naciones Unidas para los Refugiados o el Comisionado de Salud Mental, en el caso de España. 
Existe una cierta confusión entre comisarios y comisionados porque otras lenguas europeas utilizan la misma palabra para ambos. Así, títulos como commissaire en francés, Kommissar en alemán y comisario en español o commissario en italiano, pueden significar tanto comisario como comisionado en inglés, según el contexto. 

## Variaciones

### Estados Unidos
En Estados Unidos es un cargo de numerosas ligas deportivas de Estados Unidos para la máxima autoridad ejecutiva de la misma, equivalente por tanto al director ejecutivo de una empresa. Los poderes exactos del comisionado dependen de la reglamentación de la liga. Los comisionados son elegidos por los propietarios de los equipos de la liga, y tratan cuestiones tales como la disciplina, las controversias arbitrales entre los clubes, etc.
El título se utilizó por primera vez en 1920, cuando Kenesaw Mountain Landis fue nombrado Comisionado de la MLB a raíz del Escándalo Black Sox. Landis fue denominado "El Comisionado" en parte, para a distinguir su oficina de la del "Presidente" de la Liga Americana de béisbol y el resto de las Ligas Nacionales. El título de Landis deriva de la Comisión Nacional, organismo rector de béisbol establecido en 1903, que fueron en gran medida organizaciones autónomas del momento. Deseoso de restablecer la confianza pública en la integridad de su deporte, los propietarios de béisbol dieron a Landis poder absoluto y un contrato de por vida, lo que permitió al antiguo exjuez asumir más poder en el deporte que hubiese tenido un comisionado en cualquier deporte desde entonces. 
El resto de las principales ligas deportivas profesionales de Estados Unidos siguieron el ejemplo, sustituyendo los puestos de presidentes de las ligas con el de los comisionados. La NFL nombró a su primer comisionado en 1941, la NBA en 1967, y la NHL en 1993. Sin embargo, los poderes de los comisionados y sus responsabilidades en las ligas no son sustancialmente diferentes de las de los presidentes que los precedieron. Aunque los posteriores comisionados de la liga de béisbol no han tenido el poder absoluto que sí tuvo Landis, el actual comisionado Bud Selig ha tenido éxito en la centralización de la autoridad de la Major League Baseball en la oficina del comisionado, relegando la posición de presidente de la liga a un título honorario y dando al comisionado del béisbol competencias similares a las de sus colegas de los otros grandes deportes. 
Muchas ligas menores profesionales y ligas de aficionados de todo Estados Unidos y Canadá también han nombrado comisionados. El título no se ha conseguido exportar fuera de Estados Unidos. Además de Selig, el resto de los comisionados actuales de Estados Unidos las principales ligas profesionales son Roger Goodell en la NFL, Adam Silver en la NBA, Gary Bettman en la NHL y Don Garber de la MLS.